# Thunderhawk: Operation Phoenix
Thunderhawk: Operation Phoenix (Thunderstrike: Operation Phoenix en Amérique du Nord) est un jeu vidéo de simulation de vol de combat développé par Core Design et édité par Eidos Interactive, sorti en 2001 sur PlayStation 2.

## Accueil
- Jeuxvideo.com : 14/20[1]